# Левенгаупт, Карл Эмиль
Карл Эмиль Левенгаупт (швед. Charles Emil Lewenhaupt; 28 марта 1691, Стокгольм — 4 августа 1743, Стокгольм) — шведский генерал и политический деятель, граф.

## Биография
Родился 28 марта 1691 года в Стокгольме. Его отцом был генерал-лейтенант Карл Густав Левенгаупт (1662—1703), матерью — Амалия Вильгельмина фон Кёнигсмарк, которая приходилась родной сестрой любовнице польского короля Августа II Сильного Авроре фон Кёнигсмарк.
Левенгаупт получил образование за границей и в 16 лет поступил на голландскую службу. В 1709 году он произведён в капитаны и стал обер-адъютантом генерала Спарре, который командовал левым флангом союзников в сражение при Мальплаке (1709). В 1710 году он оставил голландскую армию, чтобы поступить на шведскую службу. В том же году его произвели в подполковники и доверили командование Верденским драгунским полком, вместе с которым он участвовал в сражении при Гадебуше (1712).
В 1713 году при Тённингене Левенгаупт попал в плен, однако был освобождён и вскоре принял участие в обороне Штральзунда. В 1716 году он стал лейтенантом королевских драбантов и вплоть до смерти Карла XII находился при нём.
В 1720 году женился на дочери члена риксрода Соломона Крунъельма графине Беате Крунъельм.
Уже после окончания Северной войны Левенгаупт был произведён в генерал-майоры, а в 1729 году стал полковником Южносконского кавалерийского полка.
С установлением в Швеции «эры свобод» Левенгаупт принял активное участие в политической жизни, выступая как поборник усиления влияния знати. Однако он не принадлежал к сторонникам так называемой голштинской партии, а скорее стоял на стороне президента Канцелярии Арвида Горна. Личная храбрость и родственные связи создали Левенгаупту большое влияние в армии.
На риксдаге 1734 года он при поддержке Горна был избран лантмаршалом, но вскоре присоединился к группировке, выступавшей против него. На риксдаге 1738 года его фамилия также фигурировала в списках возможных кандидатов на должность лантмаршала, но его обошёл Карл Густав Тессин. Левенгаупт был одним из лидеров партии «шляп» и наиболее активным критиком предыдущего правительства.
На риксдаге, который собрался в декабре 1740 года, Левенгаупт вновь почти единогласно был избран лантмаршалом. Он принял деятельное участие в преследовании своих политических противников и пропаганде в пользу войны против России, решение о которой было принято под его председательством большой секретной депутацией 21 июля 1741 года.
Он также был председателем комиссии, вырабатывавшей условия, по которым предполагалось заключить мир с Россией. Требования к России были непомерными, а именно перенос русско-шведской границы к Белому морю. Тогда же Левенгаупт был назначен главнокомандующим армией и флотом с правом разработки всех военных операций. Кроме того, он получил право вести переговоры с противником и отвечать на его предложения мира с той лишь оговоркой, что он должен ставить о них в известность короля.
22 июня 1741 года Левенгаупт прибыл в Финляндию и 3 сентября принял командование. К этому времени шведская армия уже потерпела поражение под Вильманстрандом (23 августа), на флоте свирепствовали болезни, ощущалась нехватка провианта и фуража. По причине этого Левенгаупт лишь в ноябре смог вступить на русскую территорию.
В это время в Петербурге произошёл дворцовый переворот, в результате которого к власти пришла дочь Петра I Елизавета, которая до начала войны вела переговоры о возможной помощи шведов в занятии ею престола. Левенгаупт, полагая, что она добровольно вознаградит Швецию за оказанную ей услугу, отвёл свои войска на зимние квартиры около Фридрихсгама. Между русскими и шведами установилось перемирие, в ходе которого некоторые офицеры самовольно вступили в переговоры с Елизаветой. Тем временем в армии не прекращались болезни, боевой дух упал окончательно.
В июне 1742 года Россия разорвала перемирие, и русская армия начала наступление. Левенгаупт, не ввязываясь в сражения, отвёл свою армию к Гельсингфорсу, откуда был вызван в Стокгольм для доклада о ходе войны.
По приезде в столицу он был арестован (август 1742 года). Сначала для суда над ним был устроен военный трибунал, однако вскоре его члены вошли в состав назначенной риксдагом комиссии. 20 июня 1743 года он был приговорён к смертной казни.
В ночь перед казнью Левенгаупт при помощи друзей и сына смог совершить побег. За его поимку было назначено высокое вознаграждение, и кто-то из посвящённых в детали побега предал его. 2 августа его схватили на яхте, направлявшейся в Данциг, и 4 августа 1743 года он был казнён на холме возле Стокгольма, который впоследствии получил название Генеральского холма (Generalsbacken).
Левенгаупт был похоронен в Сконе в церкви Эведе.